# Munții Karkonosze
Munții Karkonosze în limba poloneză sau în limba cehă Munții Krkonoše sunt munții cei mai înalți din grupa Munților Sudeți, fiind situați la granița dintre Cehia și Polonia. Vârful cel mai înalt este Schneekoppe (în cehă Sněžka sau în poloneză Śnieżka) are altitudinea de 1602 m deasupra n.m.. Caracteristic munților este clima subalpină din regiune, cu lacuri glaciare. În acești munți aproape de localitatea Špindlerův Mlýn, la altitudinea de 1400 m, își are izvorul râul Elba. Munții aparțin din anul 1959, respectiv 1963 de parcuri naționale din Polonia și Cehia.